# 21584 Polepeddi
21584 Polepeddi este un asteroid din centura principală de asteroizi.

## Descriere
21584 Polepeddi este un asteroid din centura principală de asteroizi. A fost descoperit pe 26 septembrie 1998 la Socorro, New Mexico, în cadrul proiectului LINEAR. Asteroidul prezintă o orbită caracterizată de o semiaxă mare de 3,04 ua, o excentricitate de 0,11 și o înclinație de 9,2° în raport cu ecliptica.